# Osly-Courtil
Osly-Courtil ist eine französische Gemeinde mit 325 Einwohnern (Stand 1. Januar 2022) im Département Aisne in der Region Hauts-de-France (vor 2016 Picardie). Sie gehört zum Arrondissement Soissons, zum Kanton Soissons-1 und zum Gemeindeverband GrandSoissons Agglomération.

## Geographie
Die Gemeinde Osly-Courtil liegt an der Aisne, etwa acht Kilometer westlich von Soissons. Nachbargemeinden von Osly-Courtil sind Cuisy-en-Almont im Norden, Pommiers im Oste,  Pernant im Süden sowie Fontenoy im Westen.

## Bevölkerungsentwicklung
| Jahr                       | 1962 | 1968 | 1975 | 1982 | 1990 | 1999 | 2006 | 2013 | 2022 |
| Einwohner                  | 164  | 173  | 197  | 239  | 260  | 273  | 290  | 308  | 325  |
| Quellen: Cassini und INSEE |      |      |      |      |      |      |      |      |      |

## Sehenswürdigkeiten

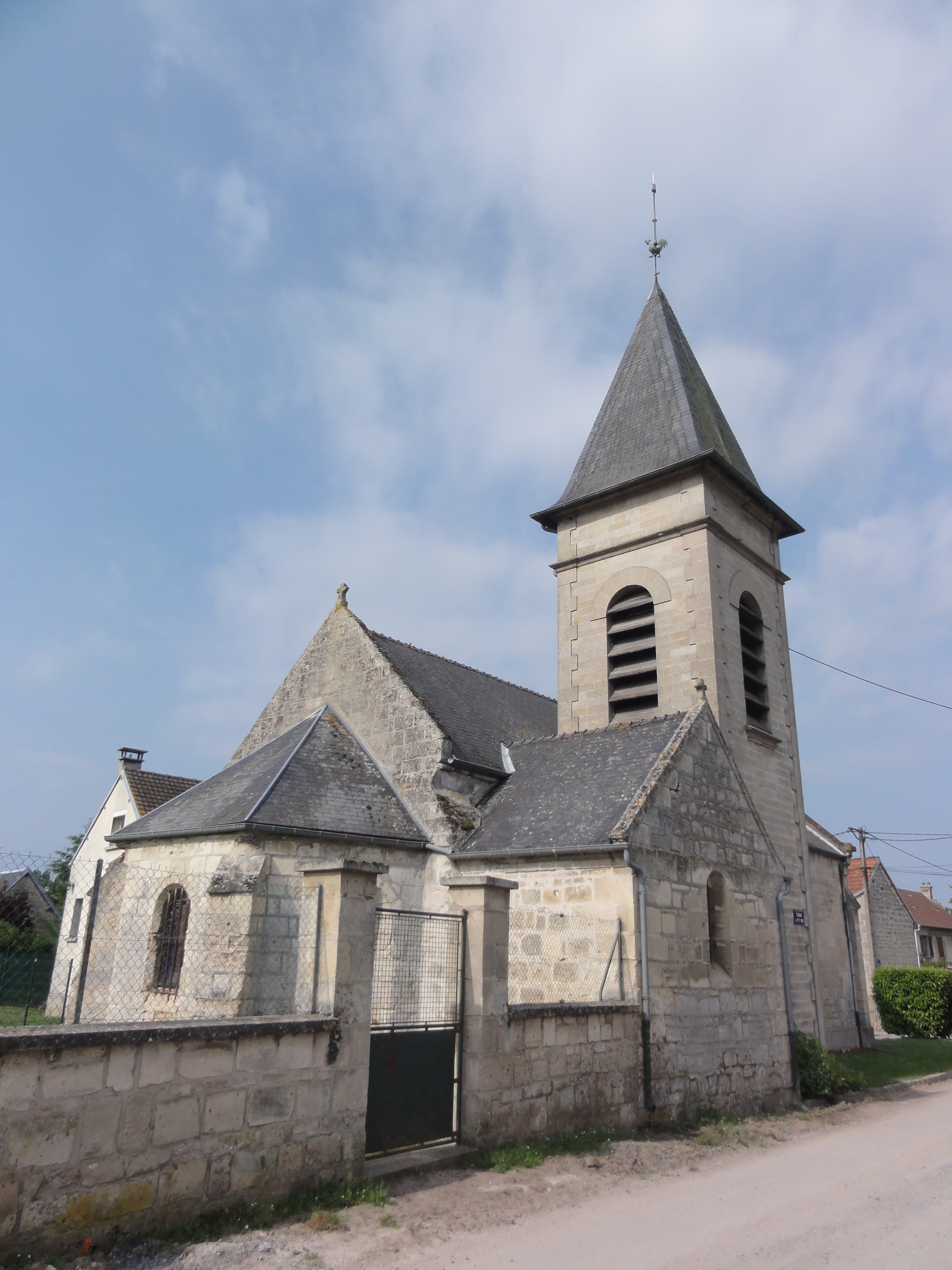
Kirche Saint-Martin
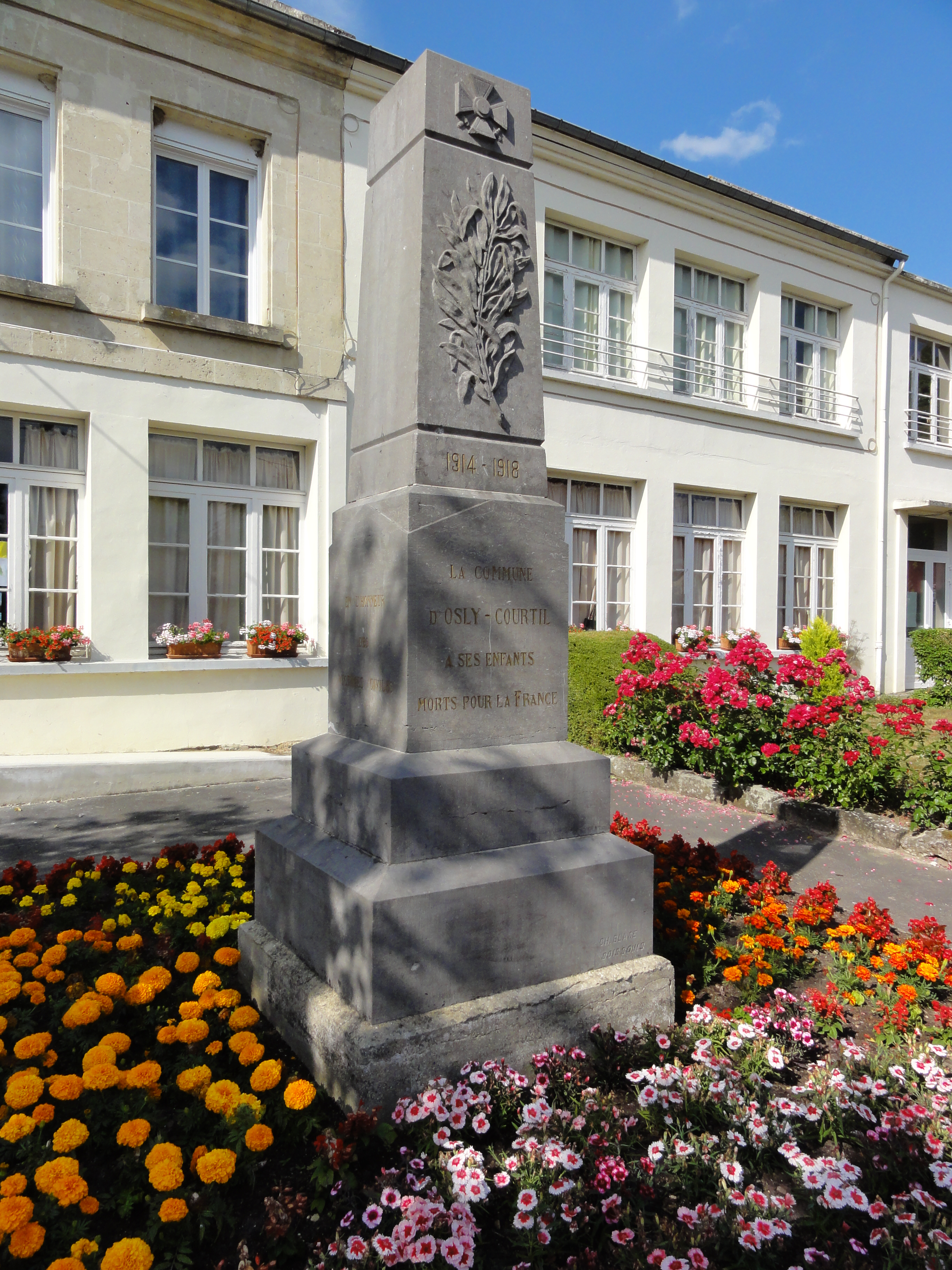
Gefallenendenkmal

- Kirche Saint-Martin
- Gefallenendenkmal